# Saúl Fernández García
Saúl Fernández García (Oviedo, 9 aprile 1985) è un ex calciatore spagnolo, di ruolo centrocampista.

## Caratteristiche tecniche
Può giocare indifferentemente sia come interno destro, sia, all'occorrenza, sul lato sinistro.

## Carriera
Dopo aver giocato per 5 anni nella squadra di Trevías, suo borgo di nascita, entra nelle giovanili dello Sporting Gijón, per poi cominciare a collezionare le sue prime presenze professionistiche con il Malaga B, in Segunda División, dal 2005 al 2007, aggiungendo inoltre un cospicuo numero presenze nella squadra madre, militante nella Primera División; entrambe le squadre retrocedono e nell'estate del 2007 Saúl passa al Levante, incontrando nuovamente una situazione non florida dal punto di vista sia sportivo che societario, e dunque dopo una sola stagione e una ventina di presenze, sia nella squadra B che nella squadra madre, si accasa alla squadra valenciana dell'Elche, firmando un contratto biennale. Al termine del contratto, non rinnovatogli dopo 66 presenze e 11 reti, nel luglio del 2010 passa al Deportivo La Coruña. Nel gennaio del 2013 si trasferisce al Ponferradina.